# Fontaine-lès-Hermans
Fontaine-lès-Hermans è un comune francese di 105 abitanti situato nel dipartimento del Passo di Calais nella regione dell'Alta Francia.
Nel suo territorio vi sono le sorgenti del fiume Nave.

## Società

### Evoluzione demografica
Abitanti censiti